# 天主教布加勒斯特總教區
天主教布加勒斯特總教區（拉丁語：Archidioecesis Bucarestiensis）是羅馬尼亞一個羅馬天主教教省總教區，也是該國三個總教區之一。
此總教區轄四個教區。總教區面積91,951平方公里，包括首都布加勒斯特和十七個縣。2006年有教友91,500人、66個堂區、119名司鐸。現任總主教為奧來留·佩爾克，輔理主教為高略·達米安，榮休總主教為若望·羅布。
1883年4月27日升為總教區。